# Claude Amoudru
Claude Amoudru war ein französischer Architekt des 18. Jahrhunderts.
Claude Amoudru war ein Mitglied der französischen Architektenfamilie Amoudru aus Dole (Département Jura).
Er rekonstruierte 1715 die Fassade der Dominikanerkirche in Poligny (Jura).